# Survivor: Borneo
Survivor: Borneo es la primera temporada del reality show estadounidense de supervivencia Survivor, transmitido por la cadena CBS. Se transmitió originalmente bajo el nombre de Survivor, pero su nombre oficial fue cambiado a Survivor: Pulau Tiga para distinguirlo de las temporadas posteriores de la serie, y luego volvió a cambiar a Survivor: Borneo para evitar confusiones con Survivor: Palau. El espectáculo se comenzó a filmar el 13 de marzo de 2000 y terminó el 20 de abril de 2000. Borneo, se encuentra en el Mar Meridional de China en la isla remota de Malasia de Palau Tiga en el estado de Sabah, a unas 6 millas (9,7 km) de la costa norte de Borneo, Malasia. El programa fue lanzado en DVD el 11 de mayo de 2004.
Los dieciséis concursantes fueron separados inicialmente en dos tribus, llamadas Tagi y Pagong, que representaban los nombres de sus playas. Cuando diez jugadores se quedaron, los concursantes se fusionaron en una sola tribu, llamado Rattana. Mientras que los nombres y los maquillajes Tagi y de Pagong fueron recogidos por los productores, Rattana fue nombrado por los concursantes Sean Kenniff y Jenna Lewis, debido a la gran cantidad de madera de ratán en la isla. Después de 39 días de competición, el entrenador corporativo Richard Hatch fue nombrado el único sobreviviente, derrotando a la guía de rafting en aguas bravas Kelly Wiglesworth en una votación 4-3 por el jurado.
El 23 de agosto de 2000, Survivor: Borneo llegó a su final donde recibió las calificaciones más altas de cualquier episodio de Survivor con un promedio de 51,7 millones de espectadores.

## Concursantes
Había dieciséis concursantes totales, divididos en dos tribus, Pagong y Tagi. Después de que fueron eliminados seis concursantes, las tribus se reunieron, o se fusionaron para formar una tribu llamada Rattana. Siete concursantes componen el jurado, que finalmente decidió quién iba a ganar el juego, y el gran premio de un millón de dólares.
| Concursante                                      | Tribu original | Tribu unificada      | Resultado final                               | Votos totales |
| ------------------------------------------------ | -------------- | -------------------- | --------------------------------------------- | ------------- |
| Sonja Christopher ✟ 63, Walnut Creek, California | Tagi           |                      | 1.ª Expulsada Día 3                           | 4             |
| B.B. Andersen † 64, Mission Hills, Kansas        | Pagong         | 2.° Expulsado Día 6  | 6                                             |               |
| Stacey Stillman 27, San Francisco, California    | Tagi           | 3.ª Expulsada Día 9  | 6                                             |               |
| Ramona Gray 29, Edison, New Jersey               | Pagong         | 4.ª Expulsada Día 12 | 6                                             |               |
| Dirk Been 23, Spring Green, Wisconsin            | Tagi           | 5.° Expulsado Día 15 | 4                                             |               |
| Joel Klug 27, Sherwood, Arkansas                 | Pagong         | 6.° Expulsado Día 18 | 4                                             |               |
| Gretchen Cordy 38, Clarksville, Tennessee        | Pagong         | Rattana              | 7.ª Expulsada Día 21                          | 4             |
| Greg Buis 24, Gold Hill, Colorado                | Pagong         | Rattana              | 8.° Expulsado 1.er miembro del jurado Día 24  | 6             |
| Jenna Lewis 22, Franklin, New Hampshire          | Pagong         | Rattana              | 9.ª Expulsada 2.do miembro del jurado Día 27  | 11            |
| Gervase Peterson 30, Willingboro, New Jersey     | Pagong         | Rattana              | 10.° Expulsado 3.er miembro del jurado Día 30 | 6             |
| Colleen Haskell 23, Miami Beach, Florida         | Pagong         | Rattana              | 11.ª Expulsada 4.to miembro del jurado Día 33 | 7             |
| Sean Kenniff 30, Brooklyn, New York              | Tagi           | Rattana              | 12.° Expulsado 5.to miembro del jurado Día 36 | 9             |
| Susan Hawk 38, Palmyra, Wisconsin                | Tagi           | Rattana              | 13.ª Expulsada 6.to miembro del jurado Día 37 | 5             |
| Rudy Boesch † 72, Virginia Beach, Virginia       | Tagi           | Rattana              | 14.° Expulsado 7.mo miembro del jurado Día 38 | 8             |
| Kelly Wiglesworth 22, Las Vegas, Nevada          | Tagi           | Rattana              | Finalista                                     | 0             |
| Richard Hatch 39, Middletown, Rhode Island       | Tagi           | Rattana              | Sobreviviente único                           | 6             |

Los votos totales son el número de votos recibidos por un náufrago durante los consejos tribales donde el náufrago era elegible para ser expulsado del juego. No se incluyen los votos recibidos durante el consejo tribal final. Tampoco se incluyen los votos recibidos durante las re-votaciones o los votos que fueron anulados por un ídolo de inmunidad oculto.

## Desarrollo
| Título del episodio       | Fecha de estreno     | Desafíos         | Desafíos             | Expulsado/a | Resultado                                     |
| Título del episodio       | Fecha de estreno     | Recompensa       | Inmunidad            | Expulsado/a | Resultado                                     |
| ------------------------- | -------------------- | ---------------- | -------------------- | ----------- | --------------------------------------------- |
| "The Marooning"           | 31 de mayo de 2000   | Pagong           | Pagong               | Sonja       | 1.ª Expulsada Día 3                           |
| "The Generation Gap"      | 7 de junio de 2000   | Pagong           | Tagi                 | B.B.        | 2.° Expulsado Día 6                           |
| "Quest for Food"          | 14 de junio de 2000  | Tagi             | Pagong               | Stacey      | 3.ª Expulsada Día 9                           |
| "Too Little, Too Late?"   | 21 de junio de 2000  | Tagi             | Tagi                 | Ramona      | 4.ª Expulsada Día 12                          |
| "Pulling Your Own Weight" | 28 de junio de 2000  | Pagong           | Pagong               | Dirk        | 5.° Expulsado Día 15                          |
| "Udder Revenge"           | 5 de julio de 2000   | Pagong           | Tagi                 | Joel        | 6.° Expulsado Día 18                          |
| "The Merger"              | 12 de julio de 2000  | No               | Greg                 | Gretchen    | 7.ª Expulsada Día 21                          |
| "Thy Name Is Duplicity"   | 19 de julio de 2000  | Greg             | Gervase              | Greg        | 8.° Expulsado 1.er miembro del jurado Día 24  |
| "Old and New Bonds"       | 26 de julio de 2000  | Colleen, [Jenna] | Rudy                 | Jenna       | 9.ª Expulsada 2.do miembro del jurado Día 27  |
| "Crack In the Alliance"   | 2 de agosto de 2000  | Gervase          | Richard              | Gervase     | 10.° Expulsado 3.er miembro del jurado Día 30 |
| "Long Hard Days"          | 9 de agosto de 2000  | Sean, [Richard]  | Kelly                | Colleen     | 11.ª Expulsada 4.to miembro del jurado Día 33 |
| "Death of an Alliance"    | 16 de agosto de 2000 | Kelly            | Kelly                | Sean        | 12.° Expulsado 5.to miembro del jurado Día 36 |
| "Season Finale"           | 23 de agosto de 2000 | No               | Kelly                | Susan       | 13.ª Expulsada 6.to miembro del jurado Día 37 |
| "Season Finale"           | 23 de agosto de 2000 | No               | Kelly                | Rudy        | 14.° Expulsado 7.mo miembro del jurado Día 38 |
| "Season Finale"           | 23 de agosto de 2000 | Voto del jurado  |                      |             |                                               |
| "Season Finale"           | 23 de agosto de 2000 | Kelly            | Finalista            |             |                                               |
| "Season Finale"           | 23 de agosto de 2000 | Richard          | Único sobrevivientes |             |                                               |

## Historial de votación
|              | Tribus originales | Tribus originales | Tribus originales | Tribus originales | Tribus originales | Tribus originales | Tribu fusionada | Tribu fusionada | Tribu fusionada | Tribu fusionada | Tribu fusionada | Tribu fusionada | Tribu fusionada | Tribu fusionada | Tribu fusionada |
| ------------ | ----------------- | ----------------- | ----------------- | ----------------- | ----------------- | ----------------- | --------------- | --------------- | --------------- | --------------- | --------------- | --------------- | --------------- | --------------- | --------------- |
| Episode #:   | 1                 | 2                 | 3                 | 4                 | 5                 | 6                 | 7               | 8               | 9               | 10              | 11              | 12              | Final           | Final           | Final           |
| Eliminado/a: | Sonja             | B.B.              | Stacey            | Ramona            | Dirk              | Joel              | Gretchen        | Greg            | Jenna           | Gervase         | Colleen         | Sean            | Empate          | Susan           | Rudy            |
| Votos:       | 4–3–1             | 6–2               | 5–2               | 4–2–1             | 4–2               | 4–2               | 4–1–1–1–1–1–1   | 6–3             | 4–3–1           | 5–2             | 4–2             | 4–1             | 2–2             | 2–0             | 1–0             |
| Participante | Votos             | Votos             | Votos             | Votos             | Votos             | Votos             | Votos           | Votos           | Votos           | Votos           | Votos           | Votos           | Votos           | Votos           | Votos           |
| Richard      | Stacey            |                   | Stacey            |                   | Dirk              |                   | Gretchen        | Greg            | Jenna           | Gervase         | Colleen         | Sean            | Susan           | No              |                 |
| Kelly        | Rudy              |                   | Rudy              |                   | Dirk              |                   | Gretchen        | Greg            | Sean            | Gervase         | Sean            | Sean            | Richard         | Susan           | Rudy            |
| Rudy         | Sonja             |                   | Stacey            |                   | Dirk              |                   | Gretchen        | Greg            | Jenna           | Gervase         | Colleen         | Sean            | Susan           | Susan           |                 |
| Susan        | Sonja             |                   | Stacey            |                   | Dirk              |                   | Gretchen        | Greg            | Jenna           | Gervase         | Colleen         | Sean            | Richard         | No              |                 |
| Sean         | Sonja             |                   | Stacey            |                   | Rudy              |                   | Colleen         | Greg            | Jenna           | Gervase         | Colleen         | Susan           |                 |                 |                 |
| Colleen      |                   | B.B.              |                   | Ramona            |                   | Joel              | Richard         | Jenna           | Richard         | Sean            | Sean            |                 |                 |                 |                 |
| Gervase      |                   | B.B.              |                   | Colleen           |                   | Jenna             | Susan           | Jenna           | Richard         | Sean            |                 |                 |                 |                 |                 |
| Jenna        |                   | B.B.              |                   | Ramona            |                   | Joel              | Gervase         | Greg            | Richard         |                 |                 |                 |                 |                 |                 |
| Greg         |                   | Ramona            |                   | Jenna             |                   | Joel              | Jenna           | Jenna           |                 |                 |                 |                 |                 |                 |                 |
| Gretchen     |                   | B.B.              |                   | Ramona            |                   | Joel              | Rudy            |                 |                 |                 |                 |                 |                 |                 |                 |
| Joel         |                   | B.B.              |                   | Ramona            |                   | Jenna             |                 |                 |                 |                 |                 |                 |                 |                 |                 |
| Dirk         | Sonja             |                   | Stacey            |                   | Susan             |                   |                 |                 |                 |                 |                 |                 |                 |                 |                 |
| Ramona       |                   | B.B.              |                   | Colleen           |                   |                   |                 |                 |                 |                 |                 |                 |                 |                 |                 |
| Stacey       | Rudy              |                   | Rudy              |                   |                   |                   |                 |                 |                 |                 |                 |                 |                 |                 |                 |
| B.B.         |                   | Ramona            |                   |                   |                   |                   |                 |                 |                 |                 |                 |                 |                 |                 |                 |
| Sonja        | Rudy              |                   |                   |                   |                   |                   |                 |                 |                 |                 |                 |                 |                 |                 |                 |

| Votos del jurado | Votos del jurado | Votos del jurado |
| ---------------- | ---------------- | ---------------- |
| Finalistas:      | Kelly            | Richard          |
| Votos:           | 4–3              | 4–3              |
| Jurado           | Votación         | Votación         |
| Rudy             |                  | Richard          |
| Susan            |                  | Richard          |
| Sean             |                  | Richard          |
| Colleen          | Kelly            |                  |
| Gervase          | Kelly            |                  |
| Jenna            | Kelly            |                  |
| Greg             |                  | Richard          |